# Battaglia di Sedan (1940)
(Primo messaggio inviato alle ore 23.45 del 13 maggio dal generale Alphonse Georges al generale Maurice Gamelin per informarlo della situazione a Sedan)
La battaglia di Sedan del 1940 (o seconda battaglia di Sedan) fu uno scontro combattuto tra la Wehrmacht e l'Esercito francese nel settore di Sedan nel corso delle prime fasi della campagna di Francia. Questa battaglia rappresentò un momento cruciale per le sorti dell'offensiva tedesca contro la Francia e una delle operazioni militari più importanti e riuscite della prima fase della seconda guerra mondiale. Alcune divisioni corazzate tedesche del Gruppo d'armate A riuscirono a superare la Mosa e a conquistare l'importante posizione di Sedan, ponendo così le basi per quella rapida conversione verso nord-ovest che avrebbe circondato in pochi giorni il grosso delle truppe anglo-francesi del Gruppo d'armate n. 1 in Belgio.
La battaglia, preceduta dalla sorprendente e inattesa avanzata delle forze corazzate tedesche nelle Ardenne, cominciò il 13 maggio 1940 con pesanti bombardamenti della Luftwaffe, che indebolirono le difese e scossero il morale delle truppe francesi schierate sulla linea della Mosa. Nel pomeriggio dello stesso 13 maggio elementi del 19º Panzerkorps del generale Heinz Guderian, potente formazione meccanizzata costituita da tre Panzer-Division con oltre 850 carri armati, riuscirono ad attraversare il fiume a Sedan ed entro il giorno successivo consolidarono la testa di ponte al di là della Mosa.
I tentativi della Royal Air Force (RAF) e dell'Armée de l'Air di distruggere i ponti costruiti dai tedeschi con azioni di bombardamento aereo furono tenuti agevolmente a bada dalla Luftwaffe e dall'artiglieria contraerea tedesca, mentre alcuni confusi contrattacchi delle riserve corazzate francesi furono respinti facilmente dai panzer tedeschi. Il 15 maggio le ultime resistenze francesi nel settore di Sedan furono superate dalle Panzer-Division che solo cinque giorni dopo (il 20 maggio) avrebbero raggiunto le sponde del canale della Manica.

## Fall Gelb

### Faticosa pianificazione tedesca
Sin dal novembre 1939 Adolf Hitler aveva sorprendentemente intuito l'importanza strategica del settore di Sedan che costituiva un importante cerniera del fronte francese sull'estremo limite occidentale della Linea Maginot. La conquista tedesca di questo settore parzialmente fortificato lungo le rive della Mosa poteva scoprire contemporaneamente la Linea Maginot, che avrebbe potuto essere aggirata sul fianco sinistro, la regione di Parigi, raggiungibile con un'avanzata diretta a sud, e la regione del Nord francese, con un'audace marcia diretta a ovest verso le coste della Manica. Quindi il Führer, pur non modificando sostanzialmente il primo progetto del Fall Gelb elaborato dall'OKH, che assegnava il ruolo principale dell'offensiva al Gruppo d'armate B del generale Fedor von Bock a nord di Liegi, decise di assegnare al Gruppo d'armate A del generale Gerd von Rundstedt il 19º Panzerkorps del famoso generale Heinz Guderian, massimo esperto e teorico della guerra corazzata, per sferrare un attacco secondario con due Panzer-Division (2. e 10. Panzer-Division) e una divisione motorizzata (29. Divisione) proprio a Sedan, dopo aver attraversato le Ardenne, da sfruttare eventualmente in caso di difficoltà nei settori dell'offensiva principale.
Il 10 maggio 1940 la Wehrmacht lanciò la sua offensiva a occidente invadendo il Lussemburgo, i Paesi Bassi e il Belgio. Già due giorni dopo l'avvio delle operazioni, il Gruppo d'armate B era arrivato a pochi chilometri da Rotterdam e Amsterdam, mentre nel centro del Belgio le forze armate tedesche avevano raggiunto le sponde del fiume Dyle. Secondo le intenzioni del piano tedesco d'invasione della Francia, l'avanzata del Gruppo d'armate B rappresentava unicamente una manovra diversiva, volta a distrarre l'attenzione dei comandi anglo-francesi dal reale centro di gravità dell'offensiva: l'attacco attraverso le Ardenne del Gruppo d'armate A al comando del generale Gerd von Rundstedt.
All'interno di questa formazione, il peso maggiore dell'attacco sarebbe toccato agli elementi della Panzergruppe von Kleist, sotto il comando del generale Paul Ludwig Ewald von Kleist; a questa armata corazzata sarebbe toccato il compito di operare attacchi in profondità in maniera relativamente autonoma dai progressi delle divisioni di fanteria del resto del Gruppo d'armate A. Allo scopo di assicurare la necessaria forza di impatto alla Panzergruppe, quest'unità fu dotata di ben 5 divisioni corazzate divise in due Panzerkorps; complessivamente erano a disposizione del generale von Kleist 41 140 veicoli, inclusi 1 753 carri armati di tutti i tipi.
Operativamente, lo sfondamento strategicamente più rilevante sarebbe toccato al 19º Panzerkorps comandato dal generale Heinz Guderian: una formazione composta da tre divisioni corazzate (la 1., la 2. e la 10. Panzer-division) e dall'Infanterie Regiment Großdeutschland. A quest'unità venne assegnato il compito cruciale di attraversare la Mosa nei pressi di Sedan, sfondando nel punto più a sud del dispositivo di attacco tedesco. La rilevanza di quest'operazione sulle sorti complessive della Campagna di Francia era dettata dalla particolare posizione della città di Sedan; essa infatti si trovava nell'area a cavallo tra l'ala destra del I Gruppo d'armate francese e l'ala sinistra del II Gruppo d'armate, posto a difesa della linea Maginot: uno sfondamento rapido in questo settore avrebbe creato una falla nello schieramento francese, consentendo così ai tedeschi di avviare una manovra di accerchiamento ai danni del I Gruppo d'armate.
Il piano di operazioni del generale Guderian era abbastanza semplice: le tre divisioni avrebbero effettuato tentativi simultanei di attraversamento del fiume, con le unità di fanteria motorizzate che avrebbero guidato l'azione assicurando una testa di ponte utile all'attraversamento dei carri. Una volta che i carri avessero guadagnato in sicurezza la sponda opposta della Mosa, essi avrebbero potuto occupare Sedan e cominciare il proprio movimento verso ovest. Per realizzare questo piano, Guderian aveva individuato nella 1. Panzer-division l'unità che avrebbe costituito la sua punta di lancia nell'attacco a Sedan, ponendola al centro del dispositivo d'attacco tedesco.

### Decisioni strategiche francesi
Il Comando supremo francese, seguendo l'esperienza maturata nella prima guerra mondiale, considerò che anche in questo nuovo attacco i tedeschi avrebbero ripetuto la strategia del precedente Piano Schlieffen. Pertanto, secondo il Piano Dyle predisposto dal generale Maurice Gamelin, l'ala sinistra del Gruppo d'armate n. 1 alleato (composto dalla I, VII e IX Armata francese, nonché dal Corpo di Spedizione Britannico) si spinse all'interno del territorio belga per contrastare l'invasione tedesca.
I principali esponenti politici e militari francesi, nonostante le perplessità messe in luce da esperti militari britannici, ritenevano che nessuna azione offensiva potesse essere condotta dai tedeschi attraverso le Ardenne. In particolare, essi ritenevano che le difficoltà poste dal terreno impedissero qualsiasi azione da parte dei mezzi corazzati: il Maresciallo Philippe Pétain disse che le Ardenne erano "impenetrabili", mentre il generale Gamelin definì le caratteristiche geografiche dell'area come “il miglior ostacolo anticarro d'Europa”.
La barriera naturale posta dalle Ardenne e dalla Mosa sembrava quindi all'Alto comando francese una linea di difesa impenetrabile per le forze corazzate. Gli esperti militari francesi conclusero quindi che, nel peggiore dei casi, un attacco tedesco condotto attraverso le Ardenne verso Sedan non avrebbe raggiunto la Mosa prima di due settimane dall'inizio dell'offensiva tedesca. Secondo le loro stime, oltretutto, il solo attraversamento delle Ardenne avrebbe richiesto ai tedeschi tra i cinque e i nove giorni. Non mancarono però tentativi di ufficiali francesi di far cambiare opinione ai propri comandi militari, soprattutto alla luce dei risultati di alcune esercitazioni realizzate in Francia nel 1938: da queste manovre emerse come un potenziale attacco di truppe motorizzate tedesche avrebbe rapidamente distrutto le linee francesi.
Ancora nel marzo del 1940, poi, un rapporto indirizzato a Gamelin indicò come le posizioni fortificate a difesa di Sedan, punto cruciale per la difesa della linea della Mosa, fossero completamente inadeguate. Tutte queste considerazioni non convinsero però i comandi francesi a mutare opinione sulla condotta strategica della loro linea di difesa. Così quando l'11 aprile 1940 il generale Charles Huntziger, la cui II Armata difendeva la linea della Mosa prima delle Ardenne, richiese divisioni aggiuntive per ultimare le fortificazioni difensive, si vide opporre un rifiuto secco da parte del comando francese.

## Le difese francesi a Sedan
La convinzione che i tedeschi non avrebbero attaccato Sedan aveva lasciato che in quell'area si concentrassero scarse forze di difesa francesi. Tra le unità della II Armata di Huntziger, che difendeva l'area a ovest della linea Maginot, solo la 55ª Divisione fanteria (al comando del generale Henri-Jean Lafontaine) era posta a difesa dell'area.
Coerentemente con la loro strategia, i francesi affidarono le loro difese alla costruzione di posizioni fortificate lungo il corso della Mosa presso Sedan. Furono così avviati ampi lavori di fortificazione in tutta l'area, allo scopo di costruire una solida linea di difesa. I lavori, però, non arrivarono mai a essere completati a causa del maltempo e della carenza di manodopera: quando s'iniziò la battaglia, la maggior parte dei bunker e delle casematte erano ancora incomplete e sostanzialmente inutilizzabili.
Durante alcune ricognizioni, alcuni piloti della Luftwaffe, riportarono al comando tedesco la presenza di queste strutture, che facevano pensare a un ampio sistema di bunker e fortificazioni; ciò mise in serio allarme tutto il vertice militare tedesco e lo stesso Gerd von Rundstedt (comandante del Gruppo d'armate A) iniziò a dubitare della bontà del piano offensivo di Guderian. Da analisi fotografiche più attente, però, i tedeschi intuirono che i lavori di fortificazione non erano ancora completi: ciò dette loro ancora più spinta e determinazione nella realizzazione di un attacco rapido su Sedan.
Come ricordato, la difesa di Sedan poggiava principalmente sulle spalle della 55ª Divisione francese. Quest'unità, però, per vari motivi non era in condizione di affrontare efficacemente lo scontro: si trattava, infatti, di una divisione costituita principalmente da riservisti, molti dei quali avevano già superato i 30 anni. Da quando si trovavano nella zona di Sedan, oltretutto, gli effettivi della 55ª Divisione erano stati assai più impegnati nella costruzione delle opere di fortificazione che nella preparazione militare, risultando così ancora impreparati a uno scontro in campo aperto.

L'organizzazione della 55ª Divisione, oltretutto, era assai confusionaria: gran parte delle unità o dei soldati fu riassegnata più e più volte a posizioni tattiche differenti. Ciò ebbe un effetto negativo non solo sull'organizzazione generale del dispositivo di difesa, ma soprattutto sul morale della truppa, il cui spirito di coesione fu lentamente frustrato dai frequenti cambiamenti.

Per aiutare la 55ª Divisione nella difesa della Mosa, il comando francese spedì in prima linea anche la 71ª Divisione fanteria. In questo modo si ritenne di poter significativamente incrementare la potenza di fuoco francese nell'area di Sedan; tuttavia, al momento dell'attacco tedesco, solo parte di quest'unità era riuscita a disporsi effettivamente lungo la linea a difesa della Mosa.

L'elemento decisivo per le sorti della battaglia fu comunque la presenza di una falla di circa 2 chilometri tra le posizioni fortificate francesi, ben presto scoperta dagli esploratori di Guderian. Questo varco avrebbe permesso agli attaccanti provenienti da nord di poter agevolmente prendere il possesso della strada tra Fleigneux, Saint Menges e Glaire, guadagnando così il possesso di una delle più rilevanti arterie stradali del settore.

## La battaglia

### 13 maggio

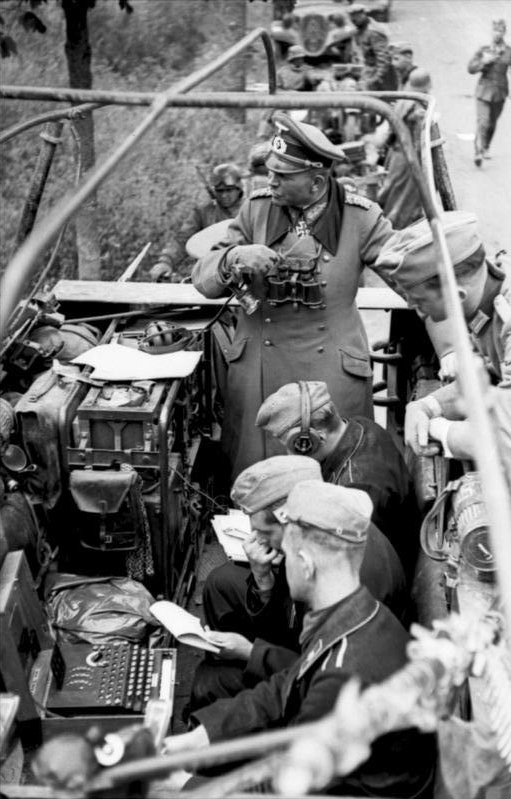
Il generale Guderian impegnato nelle operazioni a Sedan

#### Bombardamento della Luftwaffe
Il XIX. Panzer-korps disponeva di forze rilevanti per l'attacco, specialmente sotto il profilo della disponibilità dei mezzi corazzati: in totale erano a disposizione per l'attacco quasi 60 000 uomini, 22 000 veicoli motorizzati, 771 carri armati di vario tipo, 141 pezzi di artiglieria e di 1 470 aerei di supporto. Il problema più rilevante per Guderian era la scarsità di pezzi di artiglieria pesante; gran parte delle divisioni di fanteria, con i loro pezzi di artiglieria, erano ancora arretrate rispetto alle punte corazzate tedesche, che avevano raggiunto la Mosa. Guderian convinse comunque il comandante della Panzergruppe Von Kleist che non fosse possibile attendere l'arrivo delle divisioni di fanteria per lanciare l'attacco; era evidente a entrambi, infatti, che un rapido attraversamento della Mosa rappresentava la condizione decisiva per il successo dell'intera campagna di Francia.
Per ovviare dunque al problema della carenza di artiglieria, il generale tedesco concentrò la dotazione di pezzi di artiglieria del suo Panzer-korps sotto il comando della 1. Panzer-division, la punta di lancia del suo attacco. Allo scopo di rafforzare la forza d'urto di questa divisione, quindi, Guderian riassegnò gran parte dei battaglioni di artiglieria pesante della 2. e della 10. Panzer-division sotto il comando della 1. Panzer-division, che avrebbe ricevuto il supporto anche dei battaglioni di artiglieria indipendenti del corpo d'armata. In tal modo essa poteva disporre di un numero di pezzi di artiglieria circa 10 volte superiore a quello delle altre due divisioni.
In queste condizioni, il supporto aereo della Luftwaffe avrebbe fatto la differenza. L'OKW dispose quindi che fosse garantito all'attacco su Sedan il massimo livello possibile di copertura aerea, sottraendo velivoli anche al supporto del Gruppo d'armate B impegnato in Belgio. La Luftflotte 3, sotto il comando di Hugo Sperrle, fu quindi assegnata all'attacco su Sedan; quest'unità disponeva di 1 470 aerei: 600 bombardieri Heinkel He 111, Junkers Ju 88 e Dornier Do 17, 250 Ju 87, 500 Messerschmitt Bf 109 e 120 Messerschmitt Bf 110.

#### Attraversamento della Mosa
Guderian predispose i piani per un attacco rapido verso Sedan. L'attacco sarebbe partito alle ore 16:00 con un intensissimo raid aereo, in contemporanea con l'avvio delle operazioni di attraversamento della Mosa da parte dei reparti di terra. Il punto attraverso cui lanciare l'attacco fu individuato da Guderian in un tratto di fiume lungo circa 2,5 km, situato poco a ovest di Sedan e scarsamente difeso dai francesi. I vantaggi tattici di quel settore si mostravano evidenti al generale tedesco: il fiume in quella zona piega bruscamente verso nord, per poi piegare di nuovo verso sud, generando così una sorta di piccolo saliente naturale. I fitti boschi attorno al corso della Mosa, poi, assicuravano un'ottima copertura per i preparativi di attacco e di posizioni di artiglieria..

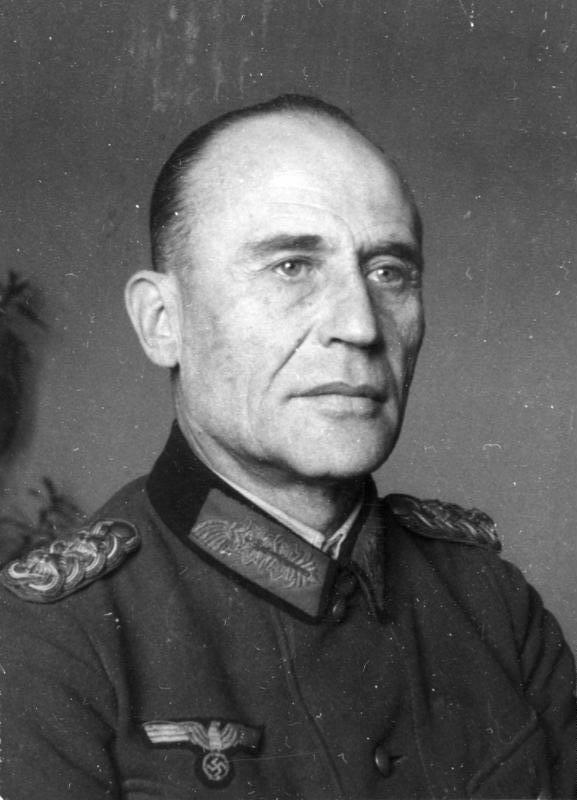
Il tenente generale Friedrich Kirchner, comandante della 1. Panzer-Division a Sedan.

Gruppi di fanteria corazzata tedeschi attraversarono il fiume alle 16 del 13 maggio 1940, conquistando rapidamente il saliente e dirigendosi poi all'assalto delle alture a sud di Sedan. Entro mezzanotte la testa di ponte aveva ormai raggiunto una profondità di quasi 8 km senza incontrare eccessive resistenze francesi; nel frattempo i carri armati attraversavano la Mosa attraverso alcuni ponti predisposti dai genieri tedeschi.
Alla fine del 12 maggio 1940 le truppe del XIX. Panzer-korps si erano spianate agevolmente la strada a sud e a ovest della Mosa. La città di Sedan (posta sulla riva destra del fiume) era già stata agevolmente occupata il 12 maggio senza incontrare, come riportò lo stesso Guderian, una significativa resistenza da parte francese; una volta stabilizzata la situazione a Sedan, il comando tedesco poté programmare la prosecuzione dell'offensiva contro le fortificazioni difensive francesi dietro la città.

#### Cedimento delle difese francesi
Nel tardo pomeriggio del 13 maggio, anche la 2. e la 10. Panzer-division diedero il via ai loro attacchi per prendere possesso delle città di Donchery e Wadelincourt nelle vicinanze di Sedan; i loro attacchi procedettero con difficoltà a causa dell'insufficiente dotazione di artiglieria, soprattutto nelle fasi iniziali dello scontro. La 1. Panzer-division nel frattempo ottenne un rilevante successo nel settore centrale del fronte di Sedan, allargando la testa di ponte conquistata il giorno prima oltre la Mosa. Una volta che il centro del fronte fu sfondato dagli attacchi della 1. Panzer-division, la situazione migliorò anche per le altre due divisioni tedesche: entrambe raggiunsero nella notte del 14 maggio i propri obiettivi. Data la scarsità di pezzi d'artiglieria a disposizione degli attaccanti, il supporto della Luftwaffe fu fondamentale anche in questa occasione per il successo delle operazioni delle truppe terrestri. La supremazia aerea della Luftwaffe rappresentò un elemento decisivo per il successo tedesco in questa battaglia, come nel resto della campagna.
La 55ª Divisione francese dimostrò a ogni modo di non essere preparata all'attacco tedesco; in particolare l'assenza di difese contraeree efficaci lasciò quest'unità in balia dei massicci bombardamenti sulle sue posizioni. Quando poi i bombardamenti tedeschi distrussero il centro di comunicazioni della divisione, l'intera organizzazione logistica e operativa di quest'unità rimase completamente paralizzata, infliggendo così un duro colpo al morale della truppa.

### 14 maggio

#### Attacchi aerei alleati

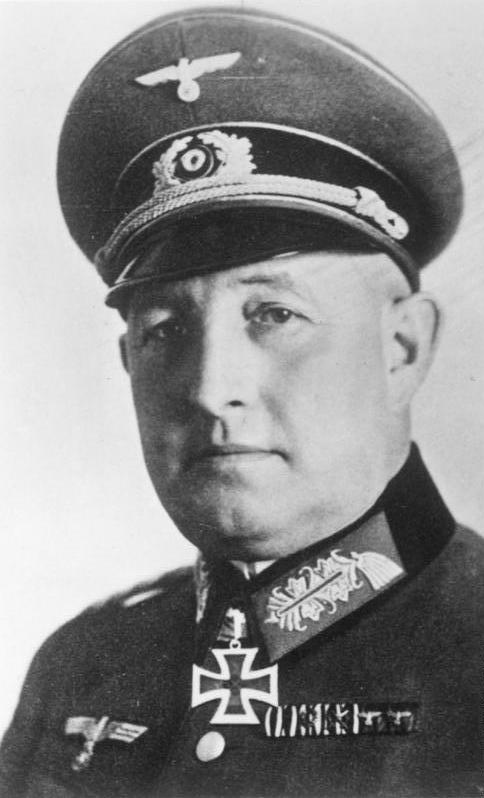
Il maggior generale Rudolf Veiel, comandante della 2. Panzer-Division.

La situazione nella testa di ponte rimaneva tuttavia ancora complicata per i tedeschi: nonostante i successi iniziali, infatti, la carenza di munizioni e l'inferiorità dei pezzi di artiglieria minacciavano le loro posizioni. Oltretutto le truppe tedesche che occupavano la testa di ponte erano ormai esauste dopo la rapida avanzata compiuta nei giorni precedenti. All'1:00 del 14 maggio i genieri completarono la costruzione di un grande ponte sulla Mosa a Gaulier abbastanza grande per permettere il trasporto non solo di rifornimenti, ma anche di reparti di artiglieria pesante e mezzi corazzati; i primi carri tedeschi della 1. Panzer-Brigade del colonnello Keltsch iniziarono ad attraversare il fiume solo alle 7:20.
La caduta di Sedan e l'allargamento della testa di ponte, d'altro canto, imponevano ai francesi di agire. Il comandante del Gruppo d'armate n. 1 francese (generale Gaston-Henri Billotte) ordinò un'azione decisa nel settore di Sedan, per impedire che i tedeschi aggirassero sul fianco l'intero gruppo d'armate. La reazione francese fu affidata a due azioni: un bombardamento aereo e un contrattacco da sud.
Le forze congiunte della RAF e dell'aviazione francese furono impegnate in diverse operazioni contro le posizioni tedesche per tutto il 14 maggio. I tedeschi opposero a quest'attacco un intenso fuoco di artiglieria contraerea, utilizzando i 303 cannoni da 20mm, 37mm e 88mm a disposizione delle tre divisioni corazzate. Per di più la Luftwaffe disponeva di una superiorità numerica schiacciante in termini di caccia, che causò elevate perdite ai velivoli della flotta anglo-francese. L'assalto aereo ai ponti tedeschi si concluse con un fallimento: entro la sera del 14 maggio la 1. Panzer-Brigade del colonnello Keltsch (che aveva già combattuto nella mattinata contro i carri francesi) e il grosso della 2. Panzer-Brigade del colonnello von Prittwitz e della 4. Panzer-Brigade del colonnello Landgraf (oltre 600 carri armati in totale) erano oltre la Mosa, senza che i bombardamenti alleati fossero riusciti ad apportare danni significativi alle strutture operative e logistiche.

#### Battaglia di carri a Bulson

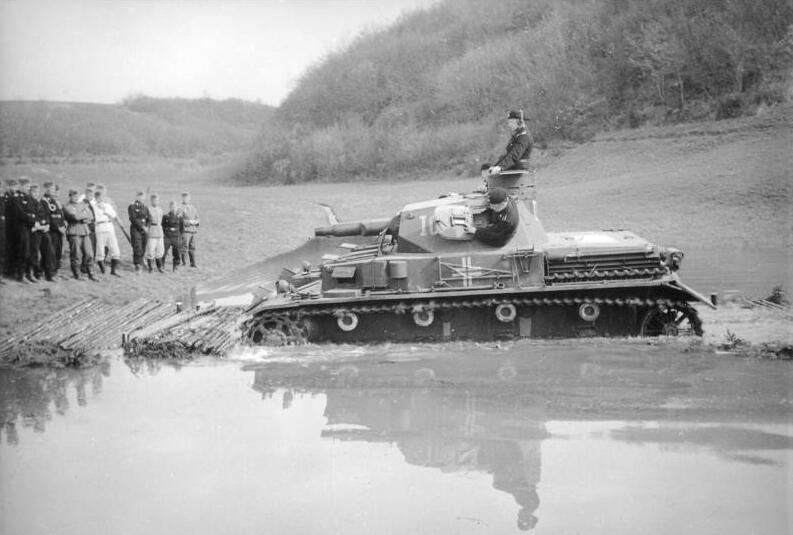
Un Panzer IV durante il guado di un corso d'acqua.

Parallelamente all'attacco aereo, il comando francese programmò anche un'offensiva terrestre per scardinare la testa di ponte tedesca; il X Corpo d'armata francese avrebbe dovuto attaccare le posizioni tedesche già alle prime luci del 14 maggio. Le posizioni tedesche nella testa di ponte erano ancora molto deboli nelle prime ore di quel giorno, mentre i primi panzer (4ª Panzerkompanie del 2° Panzer-Regiment) attraversarono il fiume solo alle 07.20. Quindi un energico e rapido attacco da parte dei francesi avrebbe potuto metterle in grande difficoltà; tuttavia tra ritardi e indecisioni il contrattacco francese, che doveva essere sferrato dal 4º e 7º Battaglione carri (dipendenti dal 503e Groupement de Bataillons de Chars, formazione di riserva della 2ª Armata) e dal 205º e 213º Reggimento fanteria, venne rinviato di diverse ore e si sviluppò con grande esitazione e lentezza, seguendo i classici schemi tattici francesi della Prima guerra mondiale, consentendo così ai tedeschi di rafforzare le loro posizioni a sud di Chéhéry. Al contrario dei comandanti francesi, i generali Guderian e Kirchner impegnarono velocemente le prime compagnie panzer della 1. Panzer-Brigade del colonnello Keltsch giunte oltre la Mosa e le inviarono subito a sud per occupare il territorio tatticamente importante a Bulson.
Il generale Lafontaine diede l'ordine di attacco solo alle 5:00 del 14 maggio; la lenta avanzata delle forze corazzate francesi (7º Battaglione carri del maggiore Giordani, equipaggiato con carri FCM 36), che marciavano assieme alla fanteria del 213º Reggimento del colonnello Labarthe e all'artiglieria, lasciò il tempo ai tedeschi di schierare i carri armati della Panzerkompanie del tenente Krajewski, in fase di rapido afflusso dal ponte di Sedan, che riuscirono a raggiungere per primi (alle ore 8.45) le posizioni dominanti sulla cresta di Bulson, anticipando e sorprendendo i mezzi corazzati francesi. Lo scontro ebbe luogo nelle zone di Bulson e Connage a partire dalle ore 09.00.

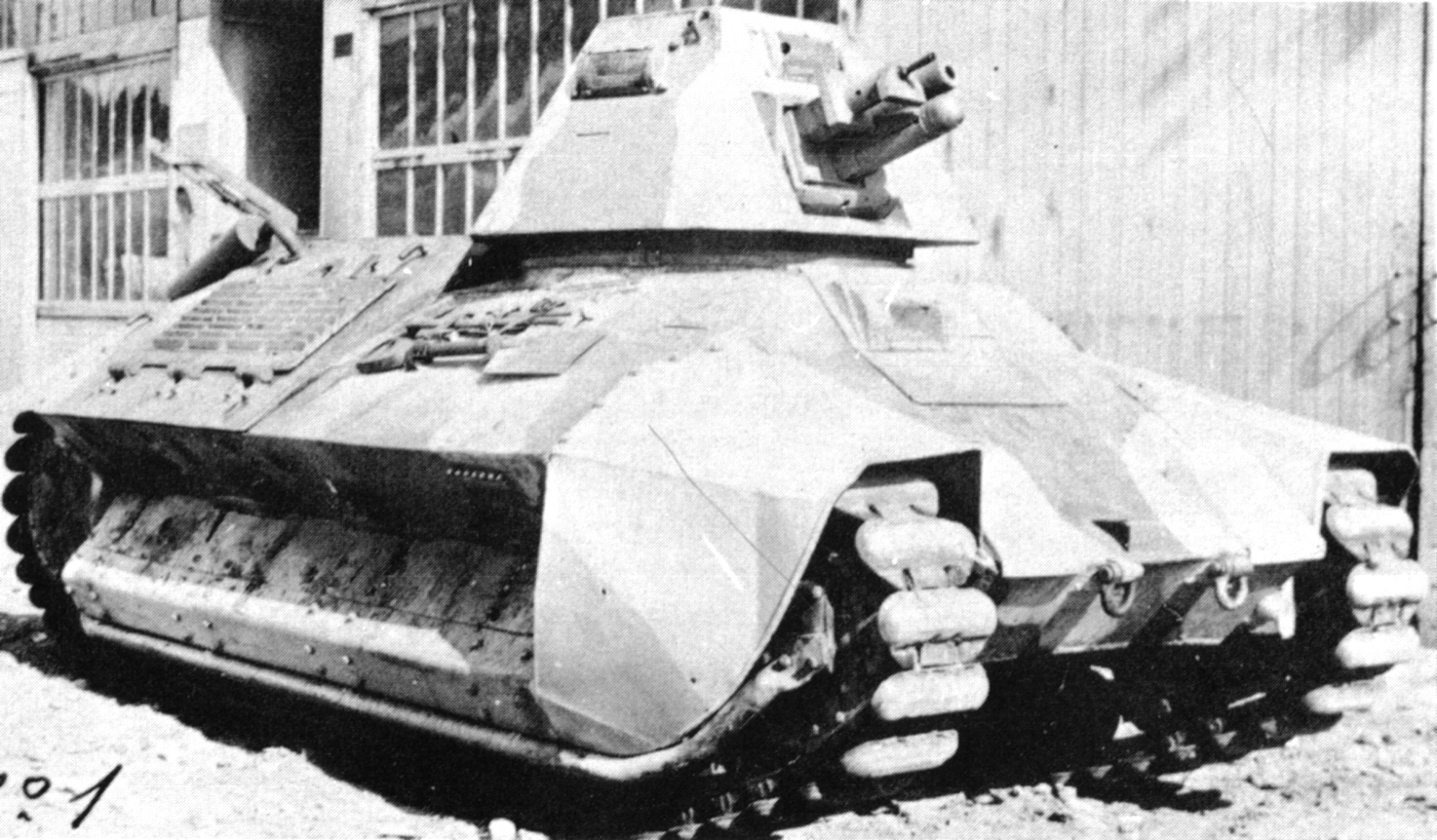
Un carro leggero francese FCM36.

Inizialmente in realtà le forze francesi fecero valere la superiore potenza di fuoco della loro artiglieria e dei loro carri armati e misero in difficoltà la compagnia panzer del tenente Krajewski (4ª del I/2º Panzer-Regiment) che era all'avanguardia; tuttavia, dopo l'arrivo delle compagnie panzer dei tenenti von Grolmann e von Kleist (2ª e 8ª del II/2º Panzer-Regiment), i carri tedeschi presero il sopravvento e, grazie alla loro maggiore manovrabilità, le unità della 1. Panzer-Brigade del colonnello Keltsch ebbero la meglio: con la loro maggiore velocità e un migliore sistema di comunicazioni radio, i panzer tedeschi riuscirono spesso a inserirsi attraverso le linee francesi, riuscendo così a colpire gli attaccanti alle spalle e a distanza ravvicinata, infliggendo pesanti perdite ai più lenti carri francesi.
A Bulson, le tre Panzerkompanie del 2° Panzer-Regiment decimarono la 1ª e la 3ª compagnia carri francese (che persero 29 carri su 39), mentre a Connage alle ore 9.45 la 8ª Panzerkompanie/2º Panzer-Regiment del tenente von Kleist sbaragliò la 2ª compagnia carri francese (che perse 11 dei suoi 15 carri armati FCM 36), grazie anche al supporto dell'azione della fanteria (al comando del tenente colonnello Mahler che morì durante la battaglia) e delle squadre anticarro (al comando del tenente Beck-Broichsitter) dell'Infanterie Regiment Großdeutschland che, inviate espressamente dal generale Kirchner per sostenere i panzer, conquistarono le posizioni dell'artiglieria francese e collaborarono efficacemente alla lotta contro i mezzi corazzati nemici.
Dopo la disfatta dei carri armati francesi, i panzer tedeschi, appoggiati dalla fanteria, poterono attaccare nel pomeriggio sul fianco sinistro il 213º reggimento fanteria che venne quasi distrutto, mentre lo stesso comandante colonnello Labarthe venne catturato; già alle ore 10.45, il generale Lafontaine aveva sospeso i contrattacchi e annullato il movimento del 205º reggimento fanteria e del 4º Battaglione carri, che quindi ripiegarono in disordine senza combattere. Nella serata il generale Lafontaine ordinò la ritirata generale della sua divisione ormai in disfacimento. La 1. Panzer-Division marciò così su Chemery, oltre dieci chilometri a sud di Sedan, dove i panzer del 2° Panzer-Regiment arrivarono già alle ore 12.00 scardinando completamente le difese nemiche. Nella cittadina si verificò anche un bombardamento per errore di aerei tedeschi contro reparti della divisione che provocò morti tra gli ufficiali del 2° Panzer-Regiment e ferì seriamente il colonnello Keltsch che venne sostituito al comando della 1. Panzer-Brigade dal colonnello Nedtwig.

### 15 maggio

#### Avanzata tedesca oltre il Bar e la Vence
Dopo le vittorie schiaccianti a Sedan e Bulson, l'Alto comando Tedesco e Hitler in persona ordinarono al XIX. Panzer-korps di attestarsi sulle sue posizioni fino al sopraggiungere dalle retrovie del resto delle divisioni di fanteria del Gruppo d'armate A. La principale preoccupazione dei comandi tedeschi, infatti, era quella di fare in modo che la testa di ponte tedesca restasse solida, per evitare di scoprire eccessivamente il fianco a contrattacchi francesi.
Guderian non condivideva questa linea di condotta; in ossequio alle nuove teorie militari basate sul movimento e sulle azioni in profondità dei corpi corazzati, il generale tedesco era convinto che una rapida conversione a nord-ovest (verso La Manica) fosse la chiave per la vittoria della guerra. Così scelse di ignorare gli ordini ricevuti: la 10. Panzer-division e l'Infanterie Regiment Großdeutschland sarebbero rimasti a guardia della testa di ponte, ma la 1. e la 2. Panzer-division avrebbero iniziato a muoversi verso nord-ovest.

#### Battaglia a Stonne
Per coprire le sue vere intenzioni agli occhi dei francesi, Guderian ordinò alle due divisioni rimaste a guardia della zona di Sedan di attaccare verso sud, come se avessero voluto aggirare le posizioni francesi lungo la linea Maginot. La battaglia si svolse tra il 15 e il 17 maggio nei pressi della cittadina di Stonne; gli scontri furono molto cruenti e portarono, dopo numerosi capovolgimenti di fronte, alla conquista della cittadina da parte tedesca e alla sconfitta definitiva da parte francese nel settore di Sedan.

## Conclusioni
È generalmente riconosciuto dagli storici militari che la sconfitta francese a Sedan fu l'elemento determinante per il successo del piano tedesco di invasione della Francia. Una volta consolidata la testa di ponte, infatti, i tedeschi poterono lanciarsi rapidamente verso le coste del Canale della Manica, aggirando il I Gruppo d'armate francese: già nella sera del 16 maggio le avanguardie corazzate di Guderian avevano raggiunto le sponde dell'Oise, a 80 km da Sedan.
In questa battaglia emersero chiaramente i limiti tattici e operativi dell'esercito francese; sempre in questo scontro, però, emerse anche l'abilità del generale Guderian, da lì in avanti considerato uno dei più abili condottieri di forze corazzate di tutto il secondo conflitto mondiale e uno dei padri della Blitzkrieg.